# هارل، آرکانزاس
هارل (به انگلیسی: Harrell) یک شهر در ایالات متحده آمریکا است که در شهرستان کلهون، آرکانزاس واقع شده‌است. هارل ۱٫۶۲ کیلومتر مربع مساحت و ۲۵۴ نفر جمعیت دارد و ۶۲ متر بالاتر از سطح دریا قرار دارد.